# Jota Tucanae
Jota Tucanae (ι Tuc, förkortat Jota Tuc, ι Tuc) som är stjärnans Bayerbeteckning, är en ensam stjärna belägen i den nordöstra delen av stjärnbilden Tukanen. Den har en skenbar magnitud på 5,33 och är svagt synlig för blotta ögat där ljusföroreningar ej förekommer. Baserat på parallaxmätning inom Hipparcosuppdraget på ca 10,7 mas, beräknas den befinna sig på ett avstånd på ca 304 ljusår (ca 93 parsek) från solen.

## Egenskaper
Jota Tucanae är en gul till vit jättestjärna av spektralklass G5 III. Den har en massa som är ca 2,2 gånger större än solens massa, en radie som är ca 11 gånger större än solens och utsänder från dess fotosfär ca 65 gånger mera energi än solen vid en effektiv temperatur av ca 5 000 K. 
Jota Tucanae klassificeras som en halvregelbundet variabel stjärna, som har en periodicitet på 66,8 dygn med en amplitud i skenbar magnitud på 0,0202 enheter. Den är en källa till röntgenstrålning med en styrka på 817,6 × 1028 erg/s.